# Платинум банк
Platinum Bank (раніше — Міжнародний іпотечний банк) — колишній банк створений в 2005 році, спеціалізований роздрібний банк, який пропонував депозитні та кредитні продукти для клієнтів через мережу відділень та пунктів продажу на усій території України. ПАТ «ПтБ» було зареєстровано Національним банком України в 2005 році. Банк здійснював свою діяльність на основі ліцензії НБУ.
11 січня 2017 року НБУ визнав неплатоспроможним ПАТ «Платинум Банк». Відшкодування коштів фізичних осіб — клієнтів банку у межах гарантованої суми здійснюватиме Фонд гарантування вкладів фізичних осіб.
23 лютого 2017, НБУ ухвалив рішення про ліквідацію Платинум Банку.

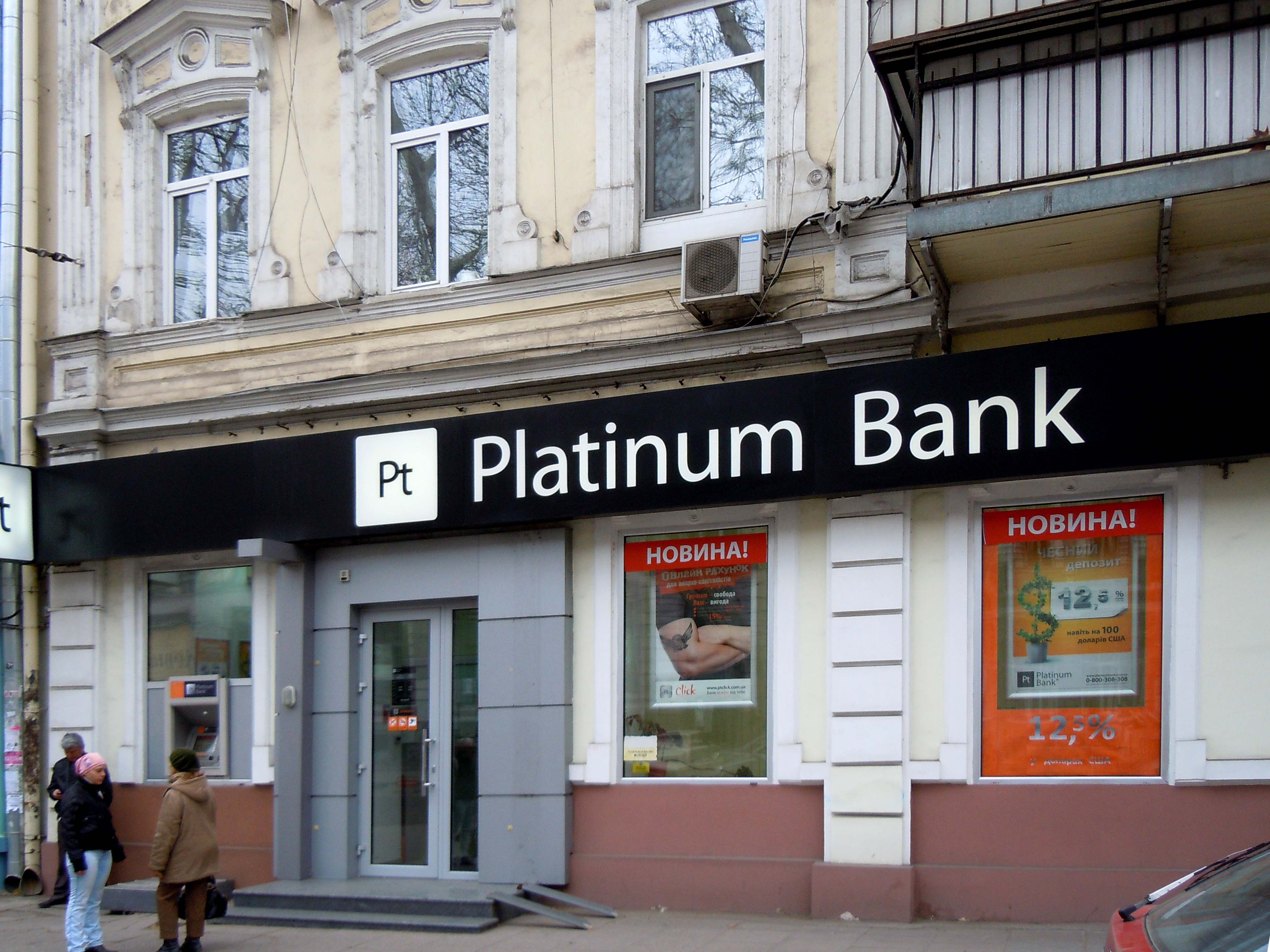
Офіс банку в Одесі

## Власники
Кінцевими власниками PT Platinum Public були Григорій Гуртовий, Дмитро Зінков, англієць Пол Гілхем (Paul Gillham), американці Девід Холперт (David Halpert) і Борис Голдстайн (Boris Goldstein), серби Маджид Душан Пажич (Madjid Dusan Paji'c), Марко Мічановіч (Marko Mi'canovi'c) і Міліка Костіс (Milica Kostic), кіпріоти Хрісостомос Софоклеус (Chrysostomos Sofokleous) і Марінос Л.Карідас (Marinos L.Karydas), а також Пол Мусель (Paul Mousel) з Люксембургу . Пол Мусель був єдиним безпосереднім акціонером Платинум Банку. Через офшори цим переліченим особам опосередковано належало від 7,91 % до 9,9 % акцій банку. За даними НБУ, Г.Гуртовий також був власником значної участі в банку незалежно від формального володіння.

## Діяльність
За даними НБУ, на 1 жовтня 2016 року банк займав 22-ге місце за розміром активів (7,277 млрд грн) серед 100 діючих банків в Україні.
Банк відносився до І групи банків згідно з рейтингом НБУ (на частку Platinum Bank припадало понад 0,5 % активів банківської системи України). Регіональна мережа налічувала 69 відділень і 1080 пунктів продажів в різних регіонах України.
Один з поточних стратегічних пріоритетів розвитку Platinum Bank — це транзакційний бізнес. У 2016 році банк неодноразово займав топові позиції в рейтингах кредитування фізичних осіб серед українських банків. Щорічно стабільно входить в групу лідерів ринку в сегменті споживчого кредитування.
Також банк активно працював над проектом Digital Bank. Зокрема, активно розвивавав платформу pay.ptclick.com.ua і лабораторію фінансових інновацій Platinum Lab.
Усі продукти Platinum Bank засновані на простих та зрозумілих умовах, що дозволяє пропонувати клієнтам високоякісний банківський сервіс.
Продуктовий ряд банку для фізичних осіб складається з:
• Кредитів на товар — на придбання побутової техніки, комп'ютерів, меблів та інших товарів;
• Кредитів готівкою, які можуть бути використані на будь-які потреби: освіта, лікування, відпочинок та інше;
• Термінових і нетермінових депозитів — для заощадження і накопичення вільних коштів;
• Пластикових карток — безпечний і зручний спосіб розрахунку та зберігання грошей;
• Поточних рахунків — для зберігання коштів і здійснення розрахунково-касових операцій;
• Послуга інтернет-банку Platinum Click, яка допомагає керувати своїми коштами з будь-якої точки світу за наявності мережі Інтернет.
Для юридичних осіб Platinum Bank пропонував депозитні продукти, розрахунково-касове обслуговування та послугу «Інтернет-банкінг», яка дозволяє максимально просто управляти рахунками в банку.

## Історія та Досягнення
| Січень 2017         | Ухвалено рішення про ліквідацію Платинум Банку |
| Січень 2017         | Platinum Bank віднесено до категорії неплатоспроможних |
| Грудень 2016        | Platinum Bank посів перше місце в номінації «Кращий сервіс в банківському відділенні» PaySpace Magazine Awards 2016 |
| Листопад 2016       | Платинові Стандарти Platinum Bank визнані кращими на Всеукраїнській практичній конференцій «HR стратегії: Неформальне навчання» |
| Листопад 2016       | Корпоративна газета «Platinum News» посіла третє місце в номінації «Краще корпоративне медіа України 2016» конкурсу Асоціації корпоративних медіа України |
| Листопад 2016       | Згідно з рейтингом Державної фіскальної служби України Platinum Bank увійшов до ТОП-20 найбільших платників податків в банківській сфері |
| Вересень 2016       | Банк виступив спонсором Двадцять Третього Форуму Видавців у Львові |
| Вересень 2016       | Platinum Bank увійшов до ТОП-25 найнадійніших банків для вкладів по депозитах згідно з рейтингом Forbes |
| Серпень 2016        | За офіційною статистикою НБУ банк увійшов в ТОП-10 найбільших банків України з кредитування фізичних осіб в 2016 році і став лідером за приростом депозитів фізичних осіб у гривні |
| Серпень 2016        | Platinum Bank представив новий платіжний портал pay.ptclick.com.ua |
| Квітень 2016        | Банк запускає лабораторію фінансових інновацій Platinum Lab |
| Грудень 2015        | Platinum Bank відзначив своє перше десятиліття |
| Грудень 2015        | Команда маркетингу посіла перше місце на Effie Awards у фінансовій категорії «Best Marketing Team» |
| Грудень 2015        | Банк посів третє місце в конкурсі маркетингових комунікацій Best Marketing. Innovations |
| Вересень 2015       | Взяли активну участь в Двадцять другому Львівському Форумі видавців і виступили його партнером |
| Липень 2015         | Перша в історії банку іміджева кампанія з фінансової грамотності для дітей, в рамках КСВ банку |
| Травень 2015        | Platinum Bank посів 21-е місце в рейтингу Фінансового клубу «50 провідних банків» |
| Травень 2015        | Platinum Bank отримав нагороду від газети «Бізнес» за активну і інноваційну стратегію в сфері залучення депозитів і кредитування населення та переміг у номінації «Вибір споживача» в рамках рейтингу «Фінансовий Оскар 2014» |
| Березень 2015       | Platinum Bank успішно пройшов планову перевірку Фонду гарантування вкладів. Банк відповідає усім необхідним умовам членства у Фонді. Позитивні результати перевірки підтверджують надійність банку і є індикаторами його впевненого становища для партнерів та клієнтів |
| Лютий 2015          | Згідно з дослідженням компанії EY Platinum Bank посів перше місце за рівнем залученості персоналу серед великих українських компаній |
| Лютий 2015          | Прес-служба Platinum Bank увійшла у ТОП-10 кращих банківських прес-служб за результатами опитування фінансових журналістів, проведеному дослідницькою компанією «NOKs fishes», яка спеціалізується на медіадослідженнях і репутаційному аналізі |
| Листопад 2014       | Platinum Bank завоював золото й срібло на Effie Awards, а маркетингова команда банку стала кращою на фінансовому ринку за підсумками 2014 року |
| Вересень 2014       | Platinum Bank отримав підтвердження надійності своїх депозитних програм за щоквартальним дослідженням рейтингового агентства «Стандарт-Рейтинг» |
| Літо 2014           | Platinum Bank підтвердив надійність свого інтернет-банку щодо зберігання особистих даних клієнтів згідно з дослідженням проекту Roomian.org. Банк входить до групи банків з оцінкою «А» — відмінно |
| Квітень 2014        | За підсумками 2013 року видання «ІнвестГазета» визнала Platinum Bank одним з найбільш інноваційних банків року. Також банк став лідером в номінації «Угода року» |
| Березень 2014       | Platinum Bank увійшов до топ-5 найпопулярніших банків серед жителів України в пошуковій системі Яндекс за версією видання «Україна сьогодні: finanso.net» |
| Січень 2014         | Platinum Bank зайняв гідне місце в рейтингах ЗМІ. Фінансовий рейтинг газети «Бізнес» по 2014 зазначив банк: у номінації «Вибір споживача»: «За активну і інноваційну стратегію в сфері залучення депозитів і кредитування населення», у рейтингу журналу «Деньги» «Надійність і фінансові підсумки 1 кварталу 2015 великих і найбільших банків» Platinum Bank на 25 місці, у рейтингу «Фінансового клубу» «50 провідних банків» Platinum Bank на 21 місці і відзначений відразу в декількох номінаціях |
| Листопад 2013       | Platinum Bank змінив акціонерів. Основними акціонерами є група фінансових акціонерів, включаючи Фонд прямих інвестицій European Infrastructure Investment Company («EIIC», Люксембург) |
| Травень 2013        | Platinum Bank увійшов до топ-3 найбільш соціально-відповідальних компаній України за версією видання «ГVардія» |
| Квітень 2013        | Platinum Bank посів 37 місце серед 176 банків-учасників у рейтингу «50 провідних банків України», який щорічно проводив ВД «Коммерсант-Україна» |
| Березень 2013       | Platinum Bank пропонує своїм клієнтам «Просто-Карту» — нову кредитну картку з максимально простими умовами кредитування та обслуговування |
| Березень 2013       | Platinum Bank увійшов до ТОП-10 найнадійніших банків за версією видання «Експерт» |
| Березень 2013       | Platinum Bank увійшов до топ-5 за популярністю серед жителів України в пошуковій системі Яндекс за версією видання «Україна сьогодні: finanso.net» завдяки яскравому позиціонуванню, широкій географічній представленості, активній підтримці груп банку в соціальних мережах, якості обслуговування клієнтів, а також активності в області реклами, PR |
| Лютий 2013          | Platinum Bank зайняв друге місце на конкурсі нефінансових звітів Readers 'Choice Awards |
| Грудень 2012        | Банк знову став одним з лідерів в рамках премії Ukrainian Banker Awards 2012: Кращий депозитний продукт («Готівка щомісяця») — перше місце, Кращий роздрібний банк — друге місце, Найбільш інноваційний банк — друге місце |
| Жовтень 2012        | Банк зайняв 4 е місце з 30-ти в рейтингу найбільш електронних банків України за версією «Інвестгазети» |
| Жовтень 2012        | Банк визнаний «Компанією, яка надихає» за версією видання «Компаньйон» за вміле поєднання нестандартності, системності і людяності в фінансових відносинах |
| 2012                | День народження Platinum Click |
| Травень-липень 2012 | Банк успішно пройшов комплексну перевірку НБУ |
| Липень 2012         | Банк другий рік поспіль стає одним з лідерів рейтингу прозорості рекламодавців |
| Червень 2012        | Platinum Bank запускає власний зарплатний проект |
| Квітень 2012        | Platinum Bank виграв премію ІВІН-2012, в рамках всеукраїнського форуму інтернет-маркетингу, за активну присутність в соціальних мережах |
| Березень 2012       | Platinum Bank увійшов до ТОП-10 найнадійніших банків за версією видання «Експерт». У рейтингу 50 провідних банків України видання «Комерсант» займає 30-е місце |
| Березень 2012       | За версією видання «ГVардія» наш банк посів перше місце в рейтингу відкритості та системності у фінансовому секторі |
| Грудень 2011        | За ідею «Кредити без паперових монстрів» Platinum Bank стає лауреатом міжнародного конкурсу ефективності в рекламі EFFIE AWARDS UKRAINE 2011 року |
| Листопад 2011       | Platinum Bank входить до п'ятірки найкращих роботодавців України серед великих компаній з чисельністю персоналу понад 1 000 осіб (результат дослідження залученості персоналу «Кращі роботодавці — 2011») |
| Червень 2011        | Platinum Bank відкриває новий канал продажів — Platinum Light. Це пункти продажів, оснащені банкоматом і розміщені на території торгових центрів |
| Березень 2011       | За даними НБУ на 1 січня Platinum Bank входить в ТОП-20 банків з кредитування населення в національній валюті |
| Березень 2011       | Генеральний директор Platinum Bank Грег Краснов отримує премію «Фінансист року» загальнонаціональної премії «Людина року — 2011» |
| Лютий 2011          | Platinum Bank придбав «Хоум Кредит Банк Україна» |
| Лютий 2010          | Platinum Bank починає органічний розвиток мережі відділень в ключових регіонах України |
| Квітень 2010        | Platinum Bank з «Відкритого акціонерного товариства» перетворюється на «Публічне акціонерне товариство» |
| Грудень 2010        | Platinum Bank починає випускати платіжні картки VISA з найвищим рівнем захисту — чипом та магнітною смугою |
| Вересень 2009       | Усі відділення працюють під брендом Platinum Bank |
| Березень 2009       | Відповідно до нових вимог Закону України відбулася реєстрація ЗАТ «Міжнародний Іпотечний Банк» в Platinum Bank в єдиному реєстрі підприємств та установ України. Відбувся перехід в нову правову форму — ВАТ |
| Грудень 2008        | IMB Group оголошує про початок процесу ребрендингу банку «Міжнародний Іпотечний Банк» в Platinum Bank, виділяючи $ 100 млн власних коштів і кредитних ліній на придбання українських банків |
| Травень 2007        | IMB Group завершує додаткову емісію акцій на суму 100 мільйонів доларів США. $ 56,2 млн внесли існуючі акціонери банку (Horizon Capital, East Capital, інвестиційний банк з США, інші міноритарні акціонери), а решту $ 43,8 млн було внесено компанією Warburg Pincus, глобальним фондом прямого інвестування. Ціна за акцію склала 79,92 доларів США, і після закінчення фінансування компанія оцінюється в 263,5 мільйонів доларів США                                                              |
| Березень 2007       | «Міжнародний Іпотечний Банк» (МІБ) уклав контракт на десятилітню кредитну лінію на суму $ 7 млн з Міжнародною Фінансовою Корпорацією (IFC), дочірньою компанією Світового Банку (World Bank) щодо інвестування в приватний сектор. Це перша базова кредитна лінія IFC на цілі іпотечного кредитування в Україні |
| Лютий 2007          | Platinum Bank розпочинає органічний розвиток мережі відділень в ключових регіонах України |
| Травень 2006        | Грег Краснов призначений на посаду Генерального директора IMB Group Holding. Відразу ж розробляються нові бізнес-план і стратегія розвитку компанії |
| Січень 2005         | «Міжнародний Іпотечний Банк» отримує банківську ліцензію від Національного Банку України. 100 % акцій належать Horizon Capital |
| Лютий 2004          | Horizon Capital відкриває Міжнародну іпотечну програму спільно з ProCredit Bank |

## Членство банку в асоціаціях
Platinum Bank — один з небагатьох банків в Україні, який отримав довіру таких Міжнародних фінансових організацій, як  OPIC ,  IFC, FMO, Європейський Банк Реконструкції та Розвитку.
З 2005 року банк є учасником Фонду гарантування вкладів фізичних осіб, що забезпечує додатковий захист вкладів клієнтів.
Активний учасник розвитку банківської системи України та член таких організацій, як: Перше Всеукраїнське Бюро Кредитних Історій, Український кредитно-банківський союз, European Business Association, Незалежна Асоціація Банків України. Platinum Bank — один із засновників та акціонерів ЗАТ «Перше Всеукраїнське Бюро Кредитних Історій». Банк співпрацює з Бюро з метою протидії та зменшення шахрайства. Використовуючи on-line систему перевірки потенційних позичальників і збалансований ризик-менеджмент, банк має якісний кредитний портфель.